# Montigny (Sarthe)
Montigny is een voormalige gemeente in het Franse departement Sarthe in de regio Pays de la Loire en telt 42 inwoners (2009). De plaats maakt deel uit van het arrondissement Mamers.
Tot 1 januari 2015 was Montigny een zelfstandige gemeente. Op die datum werd het met Chassé, La Fresnaye-sur-Chédouet, Lignières-la-Carelle, Roullée en Saint-Rigomer-des-Bois samengevoegd tot de nieuwe fusiegemeente Villeneuve-en-Perseigne.

## Geografie
De oppervlakte van Montigny bedraagt 3,9 km², de bevolkingsdichtheid is dus 10,8 inwoners per km².
De onderstaande kaart toont de ligging van Montigny (Sarthe) met de belangrijkste infrastructuur en aangrenzende gemeenten.

## Demografie
Onderstaande figuur toont het verloop van het inwonertal (bron: INSEE-tellingen).